# Valerio Baldini
Valerio Baldini (ur. 25 października 1939 w Bolonii, zm. 14 stycznia 2012) – włoski polityk i przedsiębiorca, poseł do Parlamentu Europejskiego IV kadencji.

## Życiorys
Z wykształcenia prawnik. Współtworzył i przez wiele lat pracował w przedsiębiorstwie handlowym Mediolanum, m.in. jako jego dyrektor generalny. W 1994 dołączył do partii Forza Italia, w tym samym roku bez powodzenia kandydując do Senatu.
W latach 1994–1999 z ramienia FI sprawował mandat eurodeputowanego, pracując w Komisji ds. Polityki Regionalnej. Był także radnym Lampedusy.